# マラウィの復興

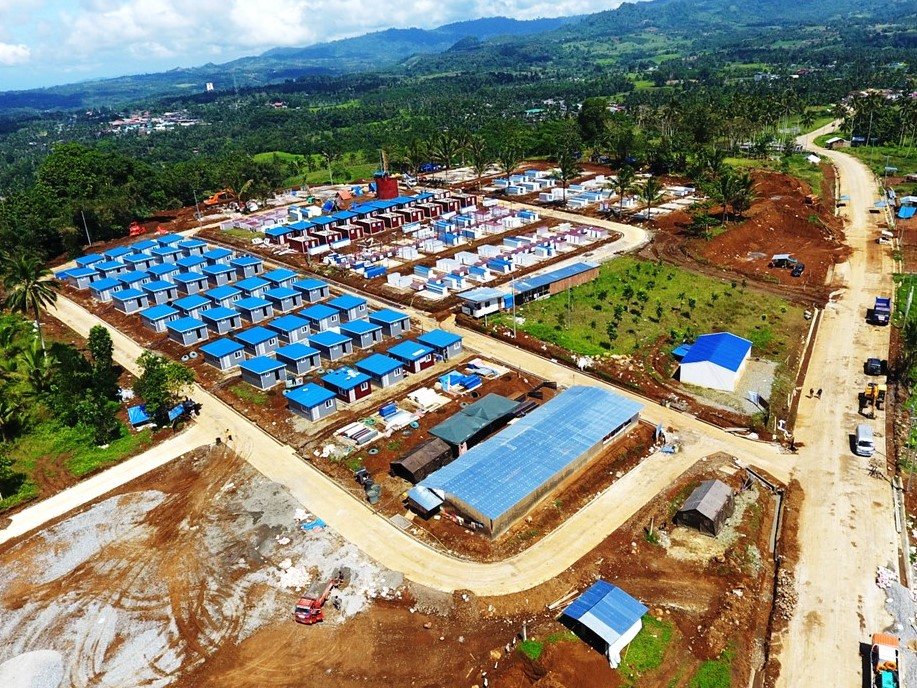
タスクフォース・バンゴン・マラウィによってサゴンソガンバランガイに建設された一時的な避難所

マラウィの復興は、街を荒廃させたマラウィの戦いが2017年10月に終結したことを受けて始まった。2017年5月に始まった5ヶ月間の紛争では、フィリピン軍がアブ・サヤフのイスニロン・ハピロンとマウテ・グループのオマールとアブドゥラ・マウテが率いるISIL関連の過激派と戦った。

## 歴史

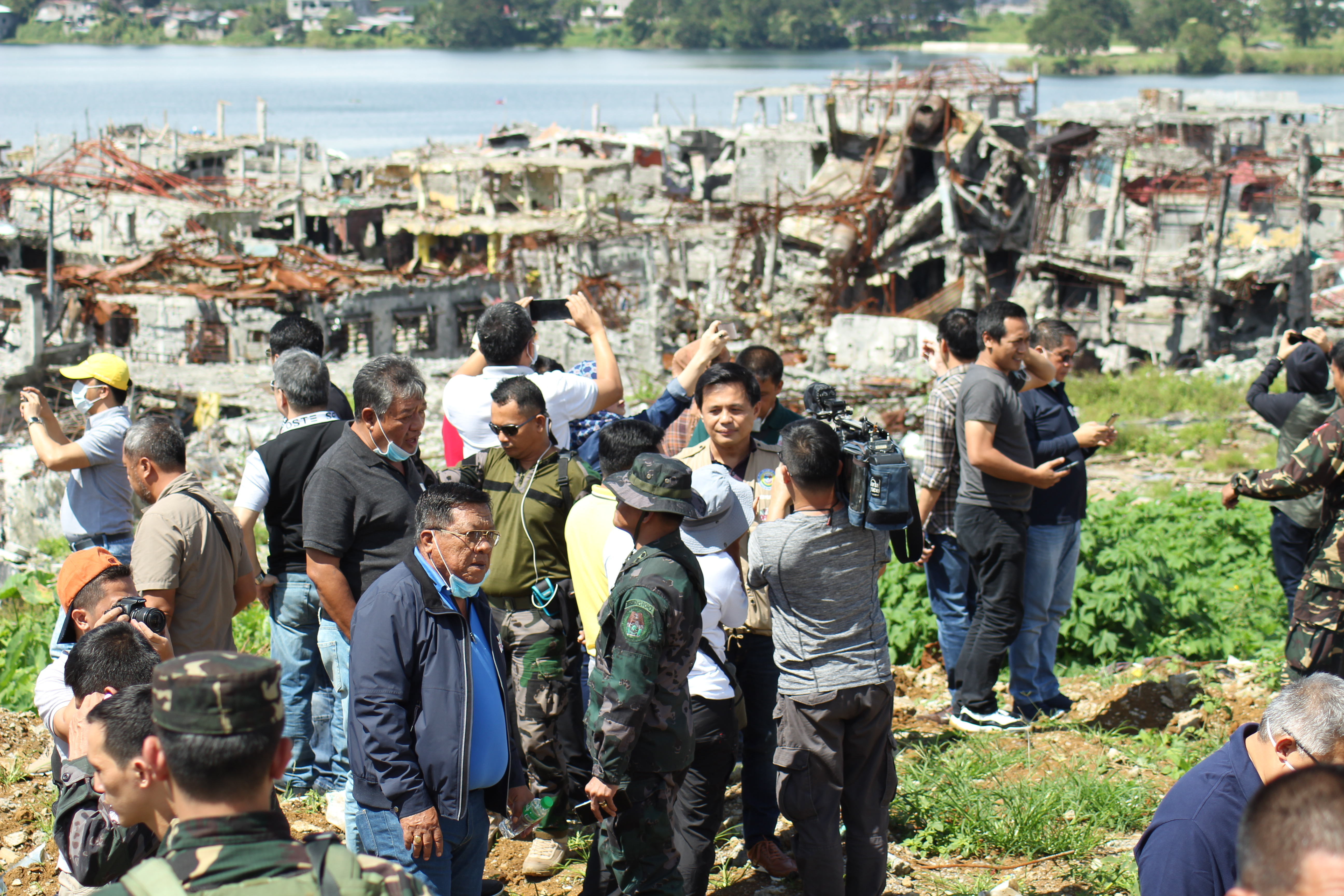
戦闘の「中心地」（マラウィの戦い終結後）

マラウィの復興に向けた取り組みは、マラウィの戦いがまだ続いていた頃から始まった。紛争が収まった後の復興を促進するために、タスクフォース・バンゴン・マラウィと呼ばれる省庁間タスクフォースが2017年6月28日に設立された。2019年東南アジア競技大会のフィリピンでの開催は当初は2017年8月に中止され、開催のための政府資金は復興の取り組みに再割り当てされた。2か月後、政府は開催国として残ると述べた。
内務地方自治省は、2017年10月18日までに復興の取り組みがすでに始まっていると発表した。紛争終結から数日後の2017年10月27日までにフィリピン軍は軍の統合タスクフォース・マラウィを解散し、それがマラウィの本格的な復興が始まることを示していた。軍は、復興の取り組みを促進するために解散したタスクフォースに代わる統合タスクフォース・ラナオを設立した。
フィリピン軍は戦闘後に不発弾の撤去を開始し、2018年5月までに約85％の不発弾を撤去している。この時までにマラウィ避難民の約70％が市内に戻ってきていた。

## 財政

### 想定費用
国家経済開発庁は、2018年から2022年までの「主要な戦闘地帯」外のマラウィの復興に関連した必要な投資は約530億ペソかかるとの予測を発表した。タスクフォース・バンゴン・マラウィの推定では、市全体の復興にかかる費用は2018年5月時点で750～800億ペソとされている。

### 予算
フィリピン政府は2017年に50億ペソの予算を割り当てている。2018年に割り当てられた予算は、国家災害リスク軽減管理基金から100億ペソに加えて、2018年一般歳出法のプログラム外歳出から50億ペソが割り当てられた。

### 外国援助
戦いの中で、いくつかの国や国際機関がマラウィの復興の為の支援を約束したり、提供したりした。中国はショベルカー、ブルドーザー、ダンプカーなどの重機の輸送の他に、1500万ペソの小切手を寄付した。インドはマラウィの復興支援の為に約3200万ルピーを寄付した。
アジア開発銀行と世界銀行は、マラウィの復興に向けた技術支援を提供する意思を表明した。
2017年10月までに、フィリピン政府はカナダ、中国、ドイツ、インド、韓国、シンガポール、タイから復興支援を受けている。また、米国国際開発庁およびASEAN管理人道支援調整センターからも援助を受けている。オーストラリア、日本、米国の他、欧州連合と国連開発計画も援助を約束しており、2018年3月に日本の無償資金協力によって供与される日本製重機計27台がフィリピン側に引き渡された。

## ノート
1. ↑  約2500万ペソ（約50万ドル）[11]